# Moringa oleifera
Espèce
Classification phylogénétique
Synonymes
- Guilandina moringa L.
- Hyperanthera moringa (L.) Vahl
- Moringa moringa (L.) Millsp.
- Moringa pterygosperma Gaertn. - nom. illeg.
- Moringa zeylanica Burmann[2]

Moringa oleifera, souvent appelée simplement moringa ou ben ailée, est l'espèce la plus cultivée du genre Moringa de la famille monotypique des Moringaceae.
Originaire d'Inde et du Sri Lanka, elle est maintenant acclimatée dans presque toutes les régions tropicales : ce petit arbre mellifère à croissance rapide, résistant à la sécheresse, peut mesurer jusqu'à 10 mètres. Ses jeunes gousses et les feuilles sont utilisées comme légumes. Les bourgeons axillaires sur la tige verte apparaissent à partir de la mi-mai, moment de reprise de la croissance végétale. Les graines sont aussi utilisées pour purifier l'eau, comme détergent, ou comme plante médicinale.
Ci-dessous, sauf précision contraire, le mot « moringa » se rapporte à l'espèce Moringa oleifera.

## Étymologie et synonymes
« Moringa » vient du mot tamoul (morungai / muruṅga / முருங்கை /முருங்க), en référence à ses jeunes capsules tordues. La plupart des langues utilisent un dérivé phonétique de ce mot pour désigner la plante.
Il porte les noms de brède mouroum à la Réunion et à l'île Maurice, ananambo à Madagascar, nébédaye au Sénégal ou néverdier parfois utilisé en français (ces deux dernières appellations viendraient de l'anglais « never die », qui signifie « ne meurt jamais », en raison de la capacité de ses pousses desséchées à reverdir dès les premières pluies). Au Cameroun, on le nomme Gligandjah en fulfulde dans le nord et horseradish-tree en zone anglophone (arbre raifort, en raison de la saveur de ses racines, qui ressemble à celle du raifort). Parmi ses autres noms dans les régions anglophones, on l'appelle aussi moringa, drumstick tree (arbre à baguettes de tambour, en raison de la forme de ses longues et minces capsules trigones), ben oil tree, benzoil tree, benzolive (en raison de l'huile extraite de ses graines), ou encore kelor, marango, mlonge, mulangay, nébéday, saijhan ou sajna.
Au Tchad cette plante est omniprésente surtout dans la partie sud du pays. On le nomme Haalem en langue daye (''Daye'' ethnie du sud du Tchad et des grands consommateurs des feuilles de moringa).

## Description

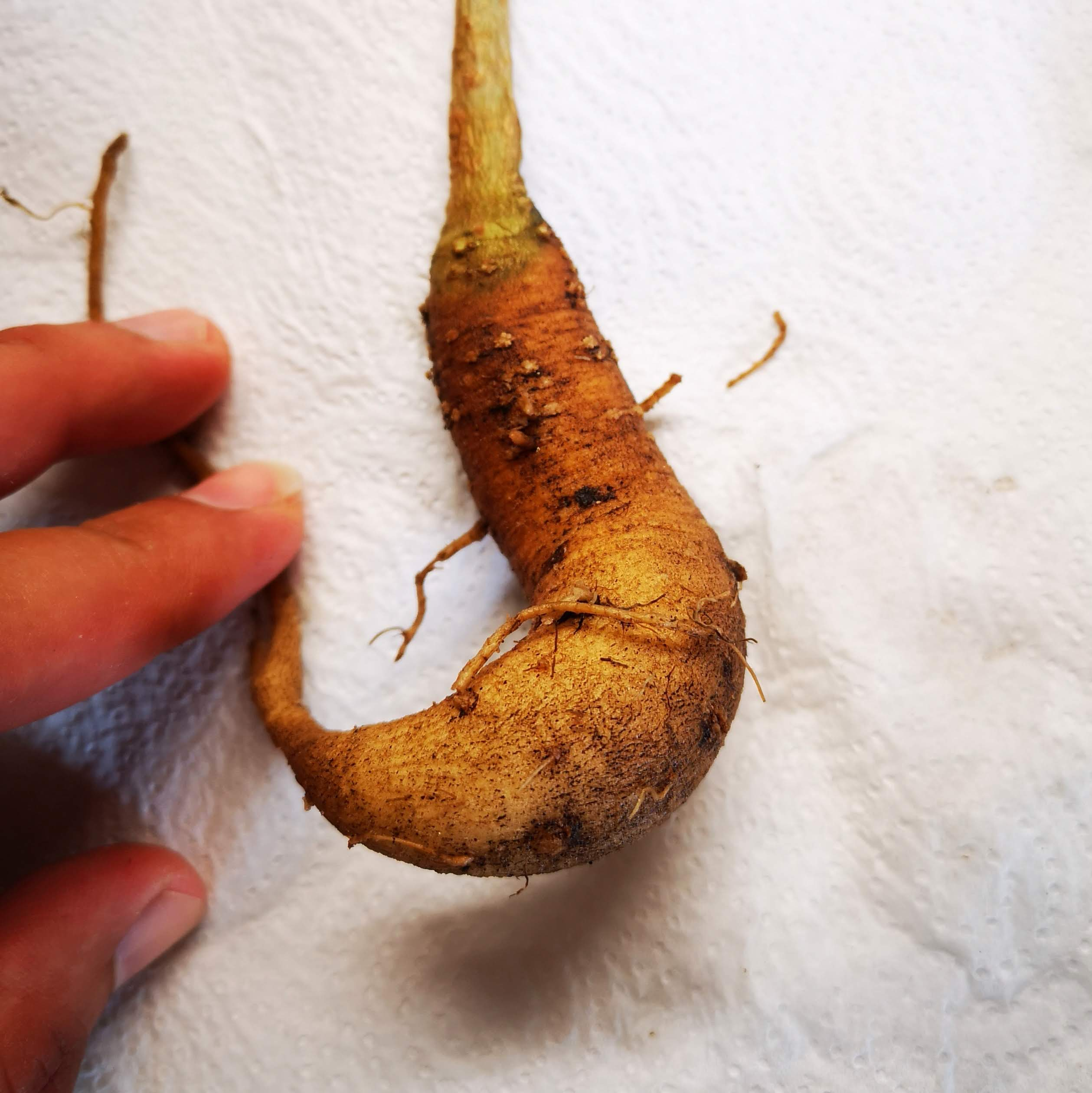
Le moringa développe un caudex sur sa racine pivot.

Plante succulente xérophyte à caudex, Moringa oleifera est un arbre à croissance rapide, à feuillage caduc, qui peut atteindre une hauteur de 10-12 mètres pour un diamètre du tronc de 45 centimètres. L'écorce de couleur gris blanchâtre est entourée par une épaisse couche de liège.
Les jeunes pousses sont rouge violacé ou d'un blanc verdâtre, et la tige est pubescente. Les fines branches fragiles composant la couronne de l'arbre sont aérées et retombantes.
La plante elle-même est un petit arbre à tronc résineux et écorce vert pâle, à cime légère.
Ses feuilles d'apparence plumeuse sont tripennées avec de petites folioles elliptiques.
Les fleurs odorantes et bisexuées comptent 5 sépales et 5 pétales de tailles inégales, blanc jaunâtre finement veinés, 5 étamines et 5 staminodes, un ovaire stipidé à une seule loge garnie de 3 placentas pariétaux portant de nombreux ovules. Elles mesurent environ 1,0-1,5 centimètre de long et 2,0 centimètres de large. Elles sont disposées en grappes diffuses ou tombantes, longues de 10-25 centimètres, sur un axe principal mince et poilu. C'est une plante mellifère. Ses pollen et nectar permettent la production de « miel de Moringa ».
La floraison peut se produire dès les six premiers mois suivant la plantation. En zone plus tempérée la floraison ne survient qu'une fois par an (entre avril et juin dans l'hémisphère nord). Selon les conditions saisonnières de températures et de pluviométrie, la floraison peut se produire deux fois par an, voire toute l'année.
Le fruit est une longue capsule pendante, trigone, marron, à section anguleuse, formée de 3 valves, contenant des graines huileuses garnies de 3 ailes. Le fruit devient brun foncé à maturité, mesure de 20-45 centimètres pour un diamètre d'environ 1 centimètre et peut contenir une trentaine de graines. Les graines globuleuses portant trois ailes blanchâtres papyracées se développant sur une coquille semblable à celle de la cacahuète. Elles sont disséminées par le vent et l'eau.
En culture, il est souvent émondé de 1 à 2 mètres chaque année, ce qui permet de garder les capsules et les feuilles à portée de bras sur les rejets.

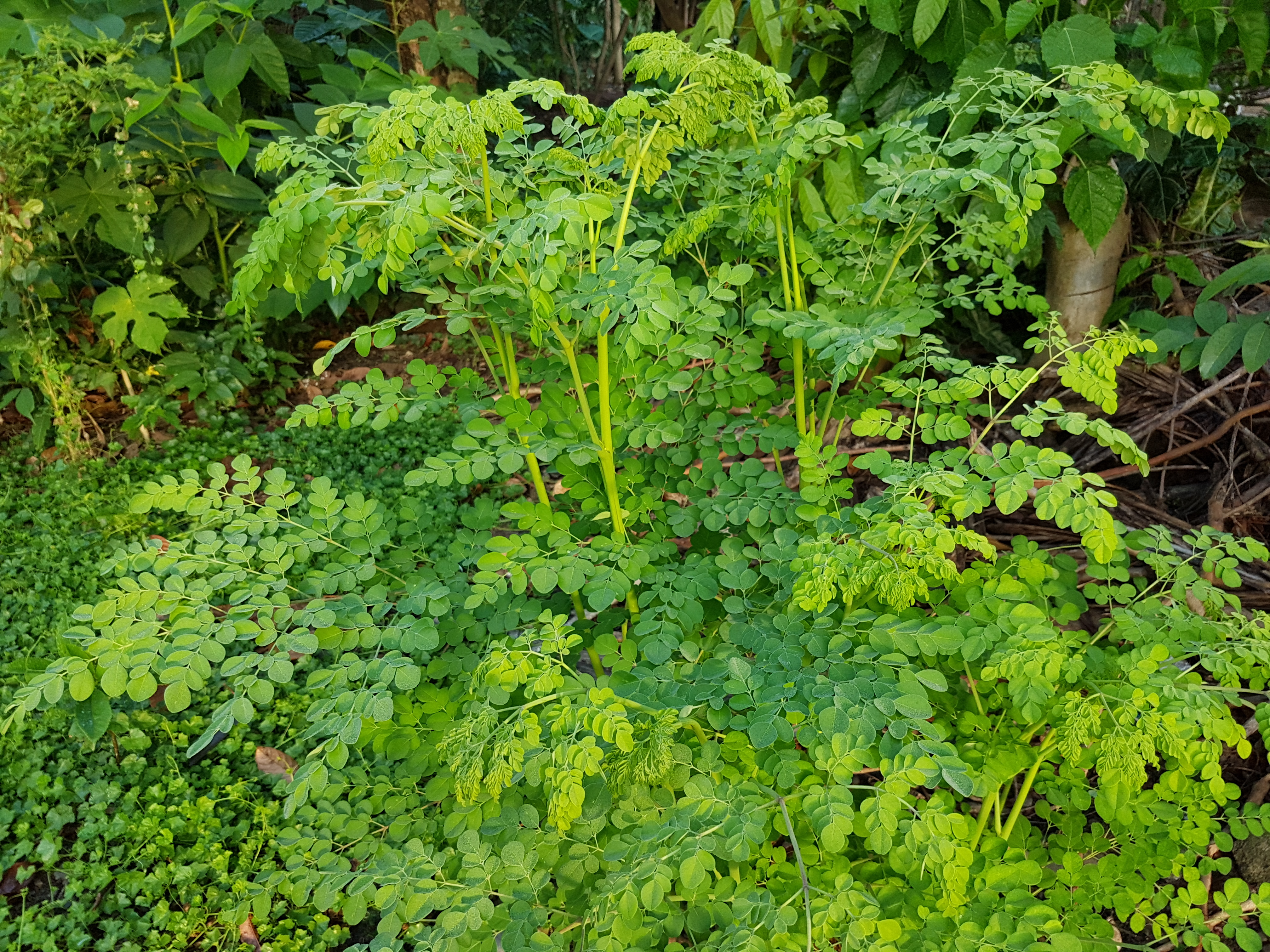
Feuilles de Moringa oleifera.
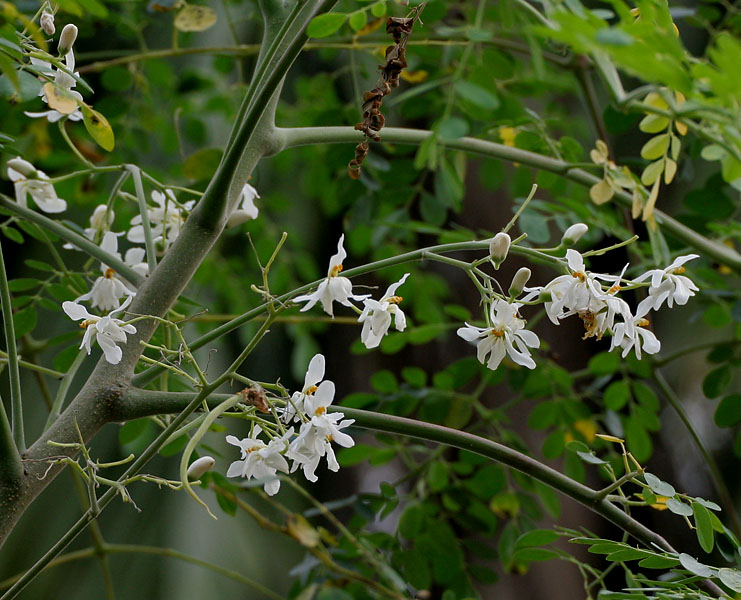
Moringa oleifera cultivé avec fleurs et des feuilles dans le Bengale occidental.
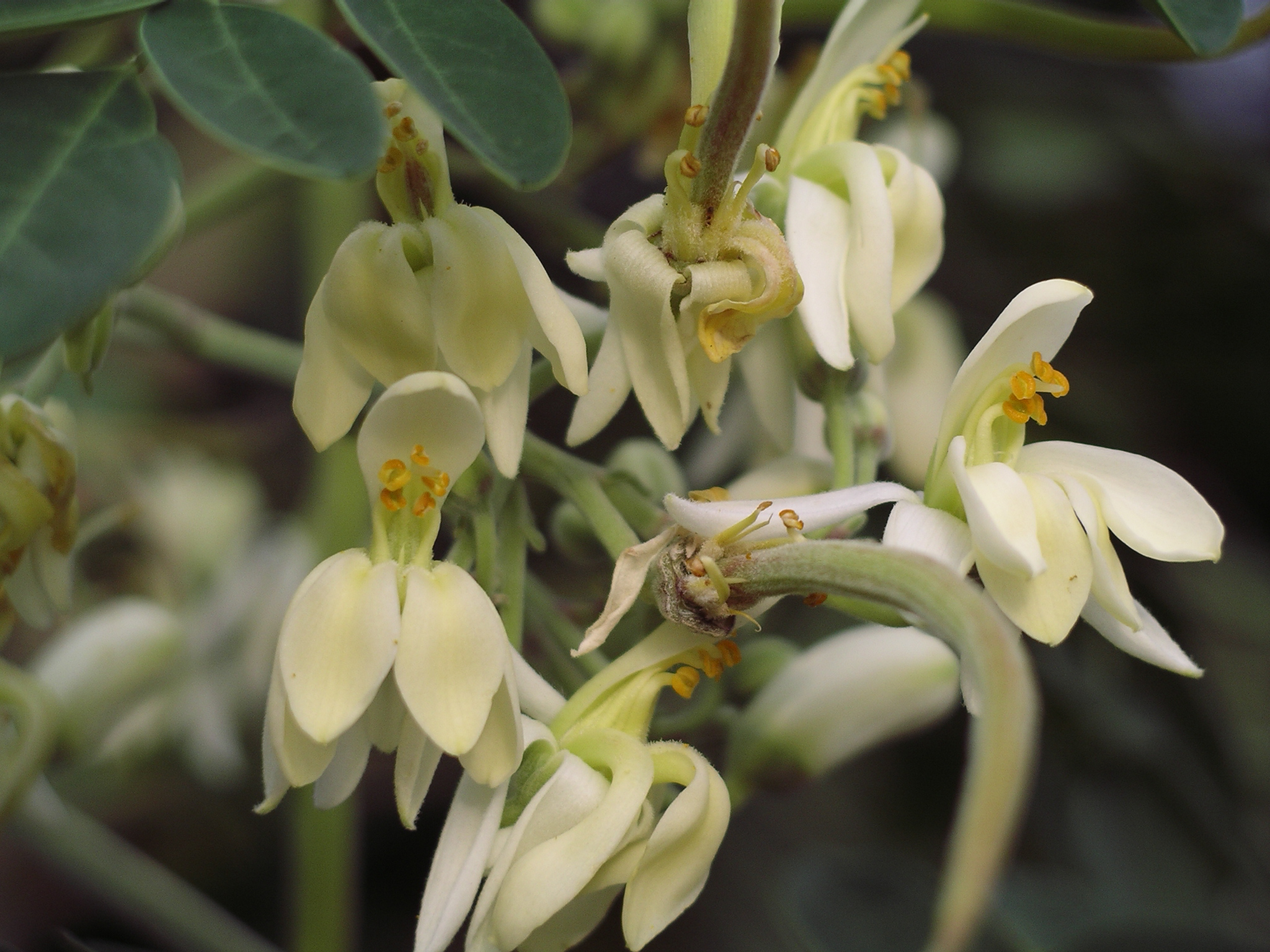
Fleurs de Moringa.
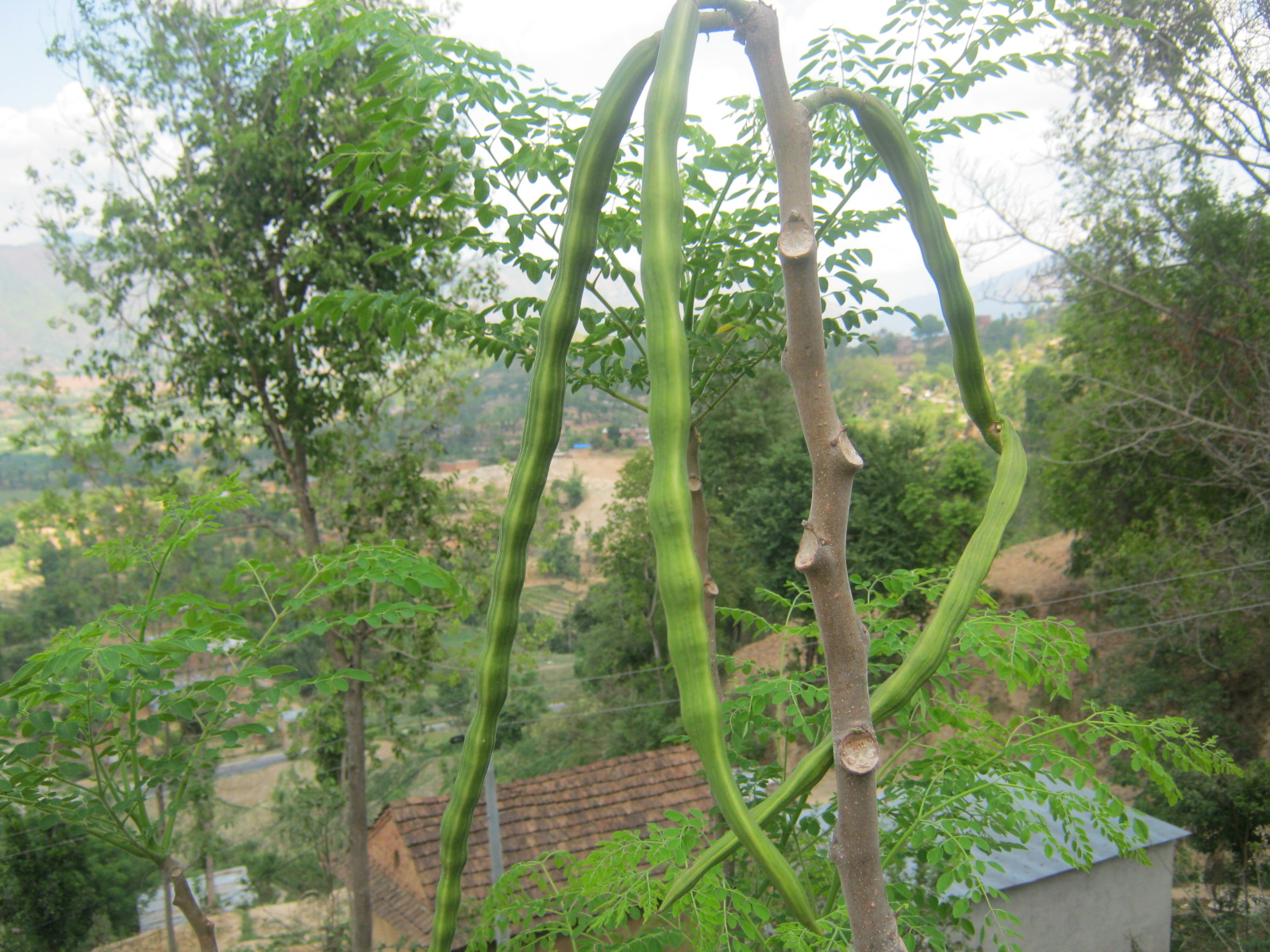
Jeunes capsules de Moringa oleifera dans le Panchkhal (Népal).
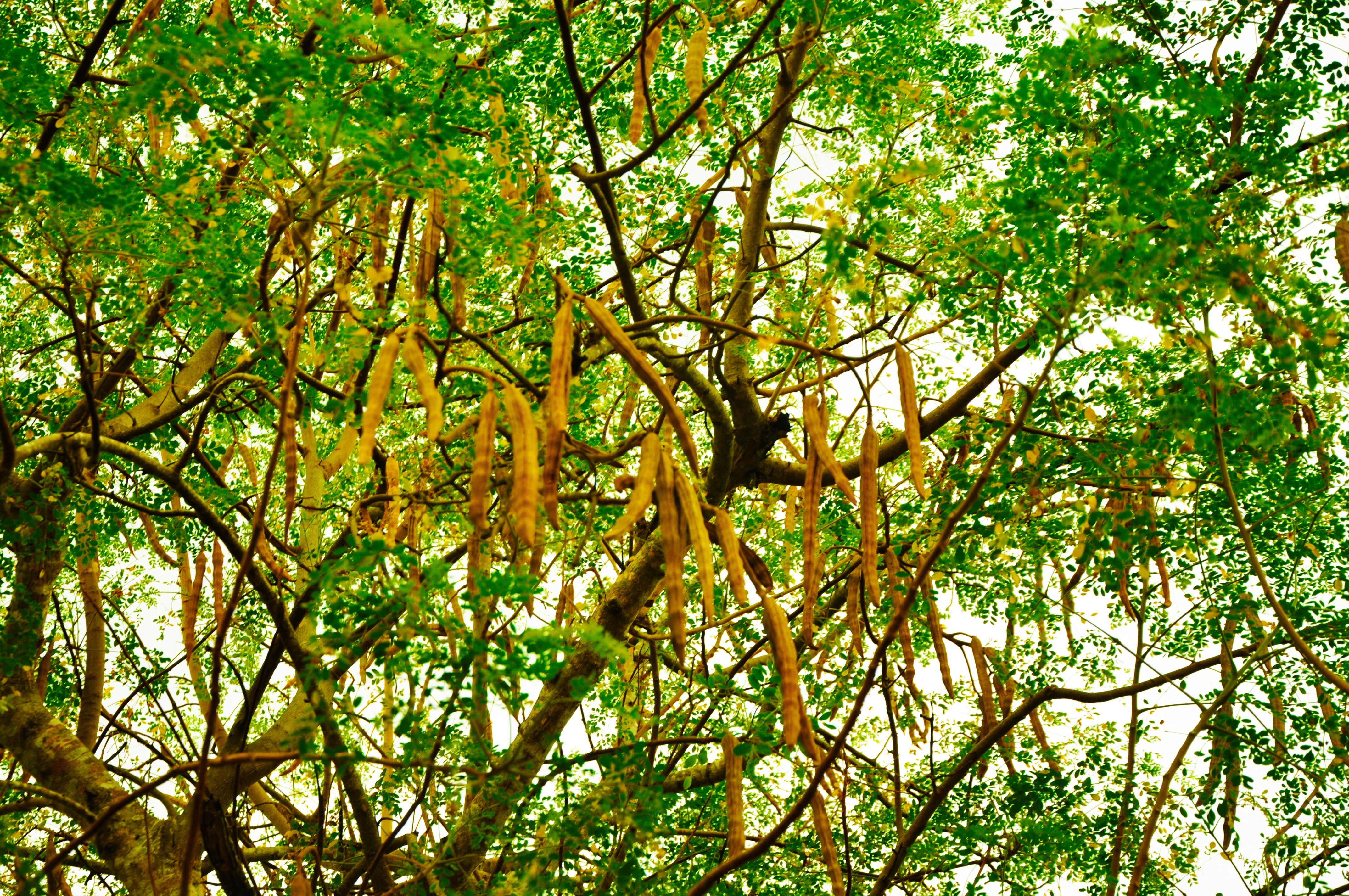
Capsules mûres de Moringa oleifera dans l'arbre.
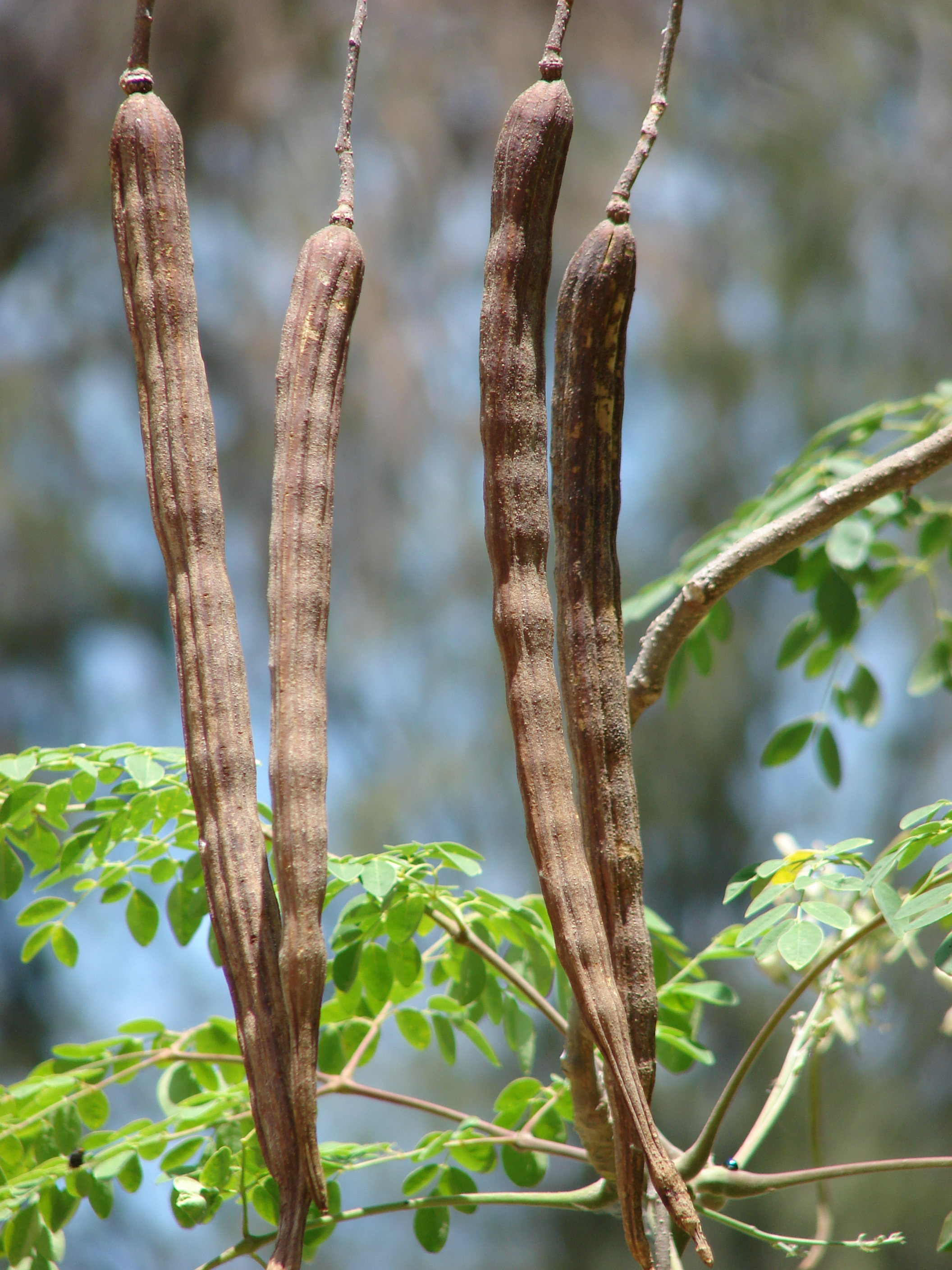
Capsule de Moringa oleifera.
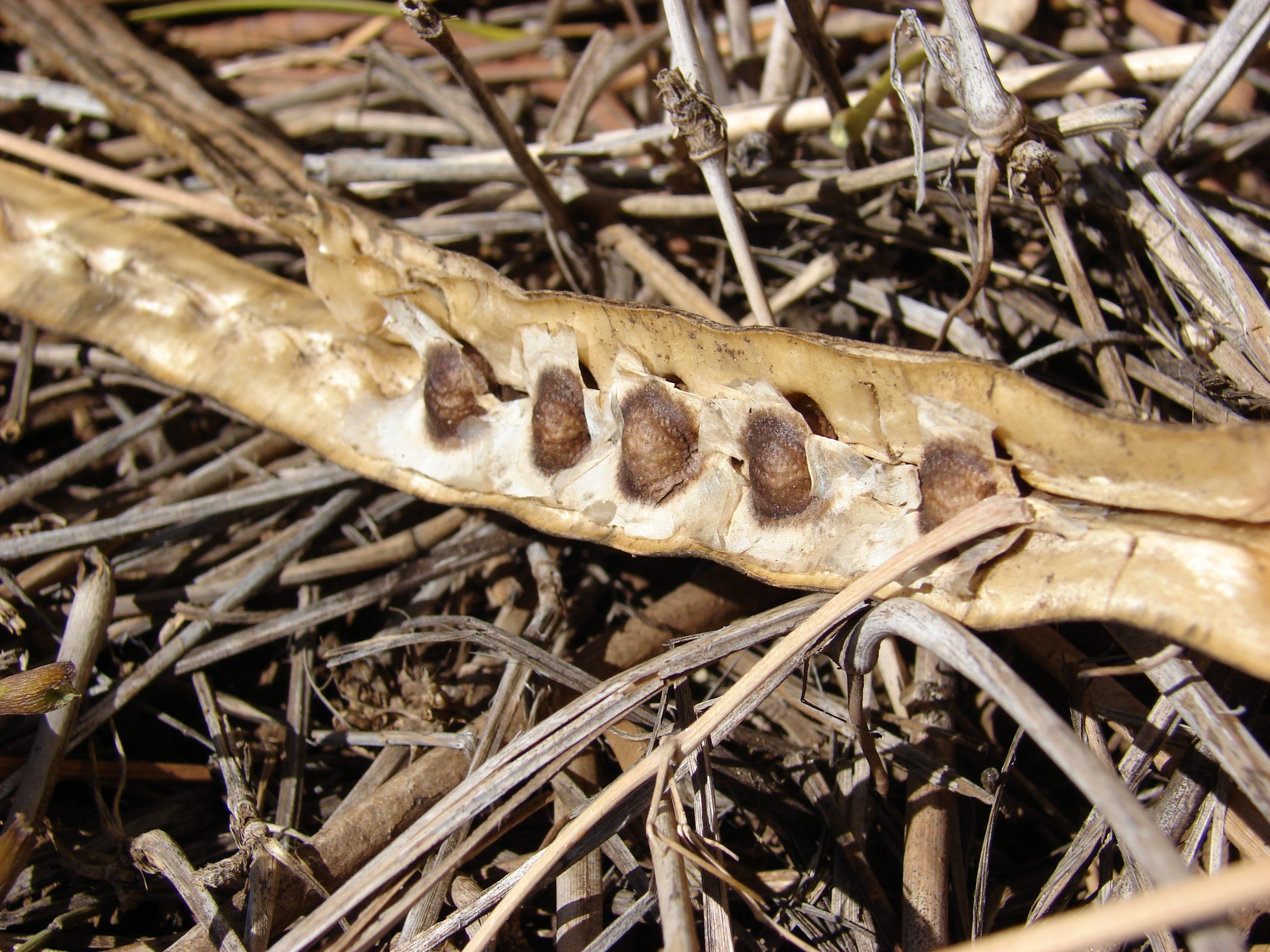
Capsule et graines de Moringa oleifera séchées au sol à Hawaï.
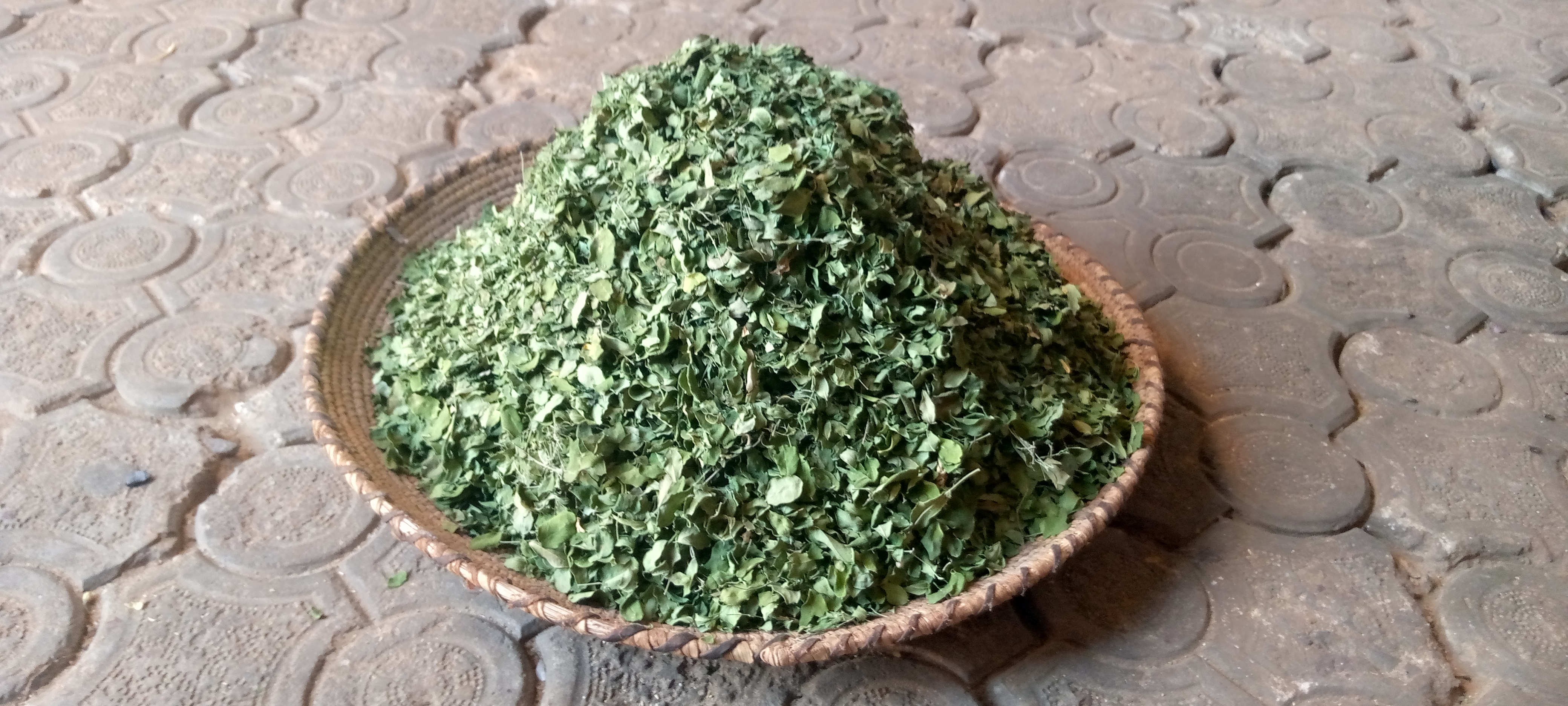
Feuille de Moringa séché
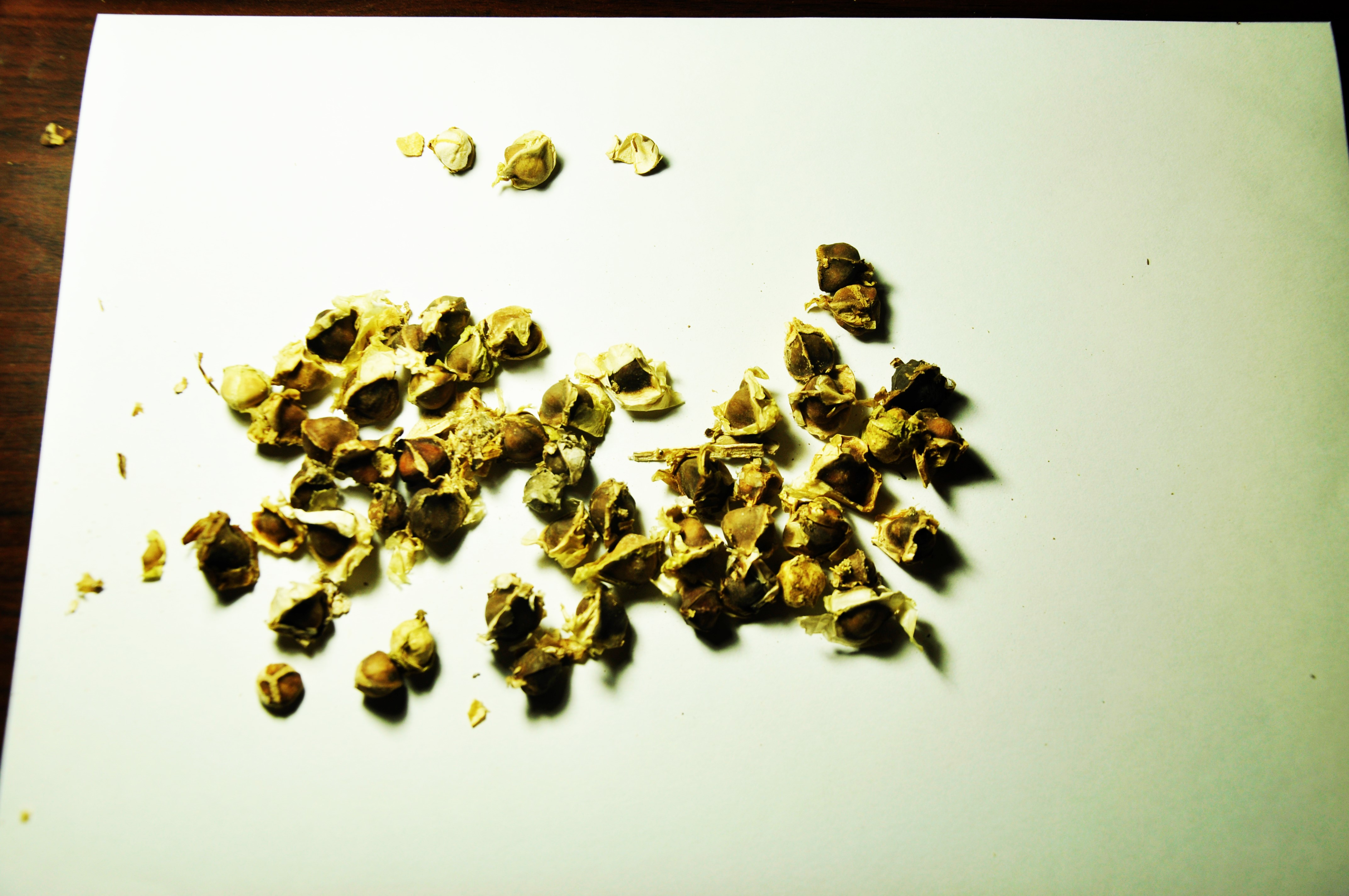
Graines de Moringa oleifera.

## Répartition
Originaire du sous-continent indien (Afghanistan, Inde, Pakistan, Sri Lanka) Moringa oleifera est cultivée sur une répartition pantropicale. Elle se comporte comme une plante envahissante à Cuba.

## Utilisations

### Culinaires

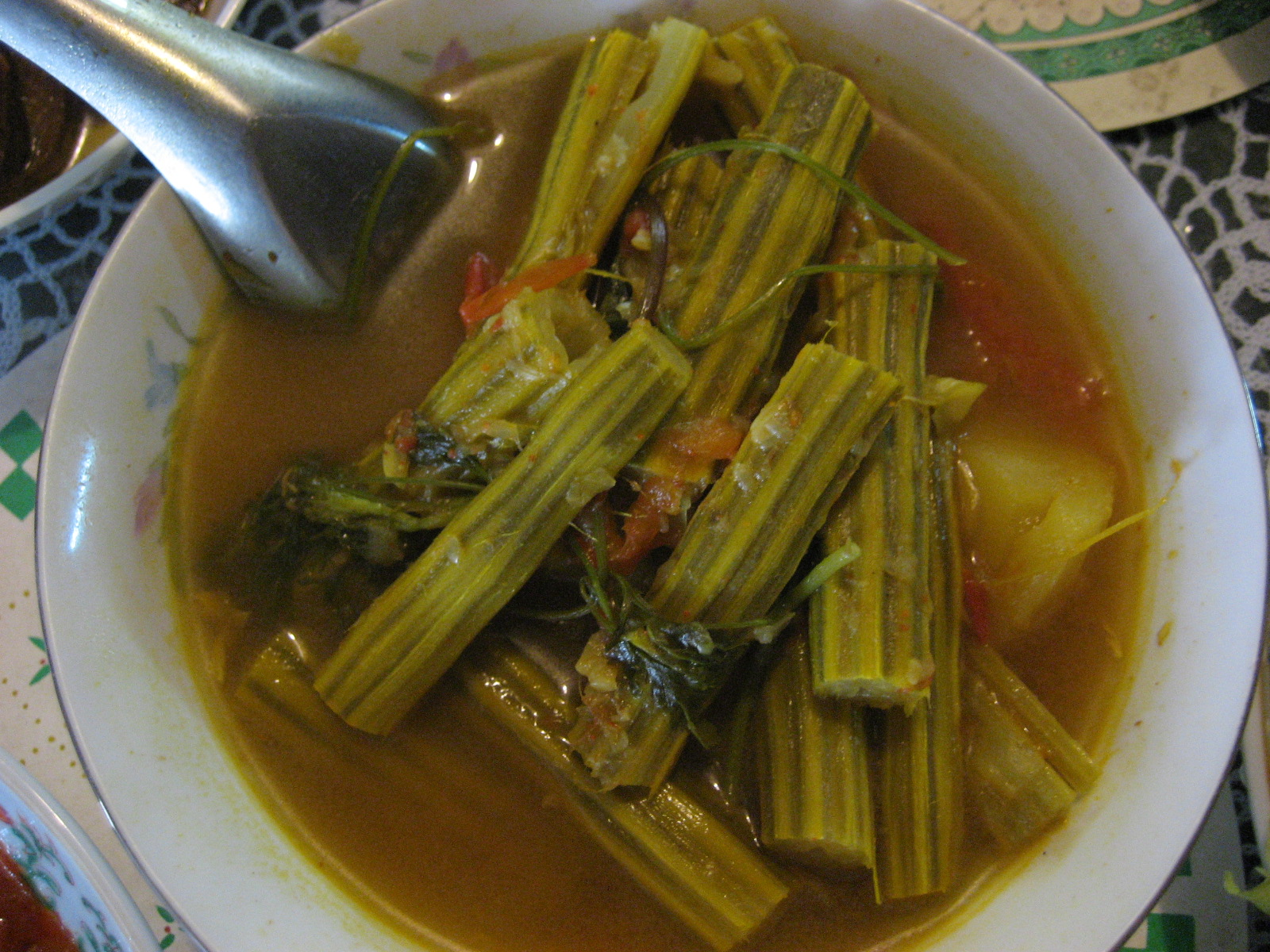
Dunt-dalun menton-yei, soupe aigre de fruits de Moringa (Birmanie)

De nombreuses parties du moringa sont comestibles, avec des utilisations régionales très diverses :
- Capsules (fruits) immatures
- Feuilles
- Graines mûres
- Huile extraite des graines
- Fleurs
- Racines

Le moringa a nombreuses applications en cuisine du fait de sa répartition mondiale. Consommé cru, sans préparation supplémentaire, il est souvent employé dans nombre de plats.
En Inde, le moringa est une plante vivrière cultivée pour ses fruits, qui sont mangés cuits et exportés frais ou en conserve. On l'emploie dans les currys, les sambars, kormas, et dals, mais il est également utilisé comme assaisonnement pour les escalopes et autres recettes. Les jeunes capsules tendres et les feuilles finement hachées, sont utilisées comme garniture pour les plats de légumes et les salades. Elles sont également utilisées à la place ou avec la coriandre. Dans certaines régions, les fleurs sont récoltées et nettoyées pour être préparées avec de la farine de pois chiche et d'autres épices pour confectionner des beignets servis en amuse-gueule ou ajoutés à des caris : les pakoras.
Les feuilles peuvent être frites et mélangées à du thon séché-frit, des oignons et des piments secs, constituant un équivalent de sambal, qui accompagne le riz au curry. Une soupe faite de feuilles de moringa et de riz, est particulièrement consommée pour le petit déjeuner pendant le mois de Ramadan. Il est également un ingrédient commun dans les omelettes. Les capsules sont utilisées pour cuisiner un curry doux. Les fleurs séparées de la tige, peuvent être bouillies, réduites en purée et cuites.[réf. nécessaire] Dans d'autres régions, la cuisine indienne utilise souvent les capsules et les feuilles de moringa en curry. Les longues capsules de moringa sont coupées en morceaux, et compotées dans les currys et soupes. Les capsules fibreuses sont souvent mâchées pour extraire le jus et les nutriments, avant d'être recrachées.

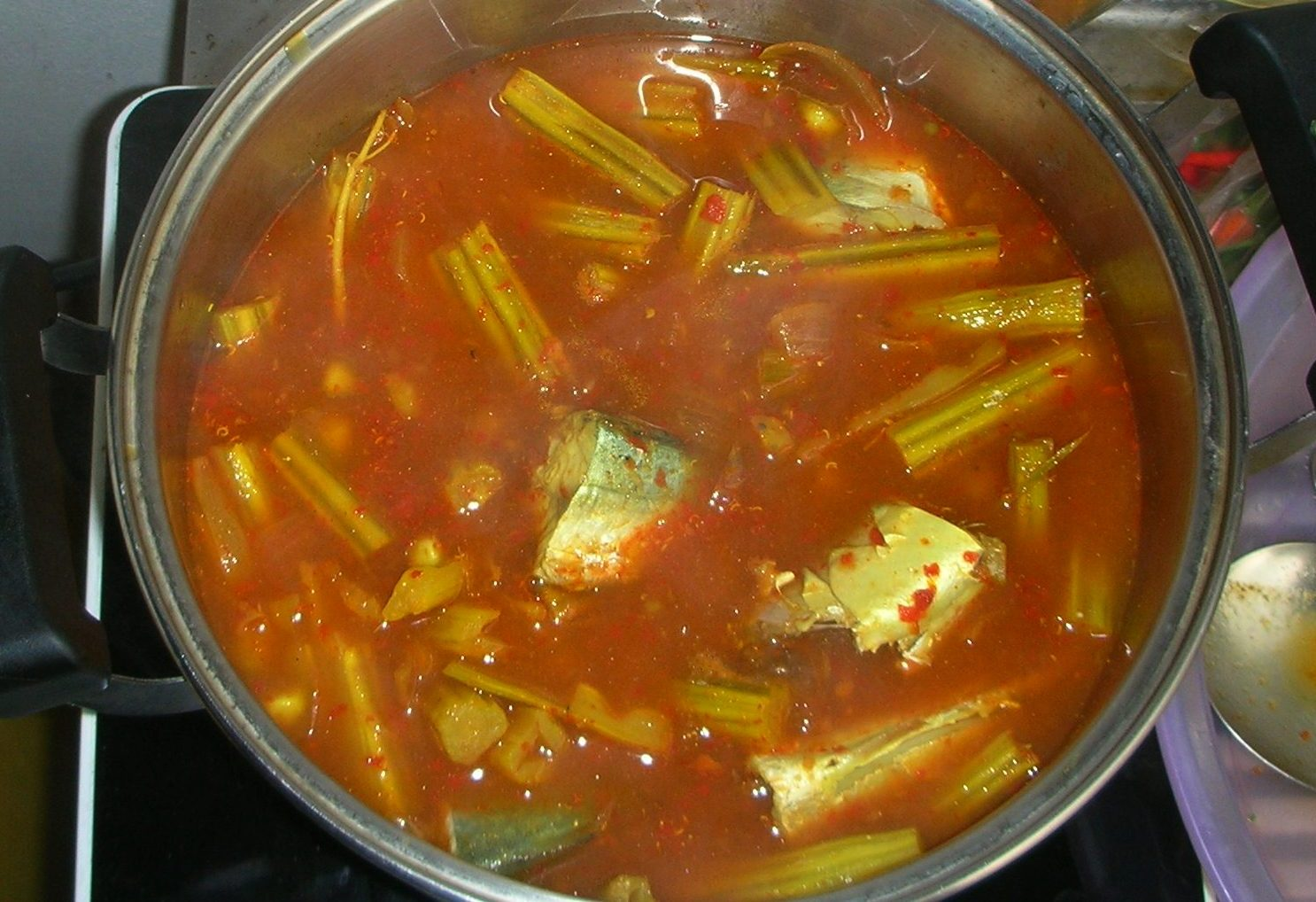
Kaeng som Thaï traditionnel, avec des capsules de moringa en morceaux et du pla thu frais.

En Thaïlande, les jeunes capsules vertes, les feuilles et les fleurs sont utilisées dans une variété de plats, comme les currys, les sautés, les soupes, les omelettes et des salades.[réf. nécessaire] Un des plats traditionnels thaïs est un curry acidulé fait à base de capsules de moringa et de poisson.
Aux Philippines, les feuilles de moringa sont couramment ajoutées au bouillon comme une simple soupe. Les feuilles sont aussi un des ingrédients typiques des plats traditionnels comme la tinola, composée de poulet dans un bouillon de feuilles de moringa, de papaye verte ou d'autres légumes, ou comme les utan, ensemble de plat de légumes. Les feuilles peuvent également être cuisinées avec de l'huile d'olive et du sel pour obtenir une sorte de sauce pesto pour les pâtes. Le jus de moringa peut être mélangé avec du jus de lemonsito pour faire des bonbons glacés ou des boissons rafraîchissantes.
En Indonésie, les feuilles sont consommées dans une soupe claire de légumes, souvent accompagnée de maïs, d'épinards et de lait de coco.
Au Cambodge, où le moringa porte le nom de ម្រុម /mərum/, ses jeunes feuilles peuvent être utilisées dans la soupe de légumes appelée ស្រឡក់ /srəlɑʔ/, mais aussi dans la très populaire soupe de légumes variés appelée សម្លកកូរ /sɑmlɑː kəkɔo/. Les fruits peuvent être ajoutés aux soupes acidulées appelées សម្លម្ជូរ /sɑmlɑː məcuː/. La chair contenue dans les capsules et les jeunes graines, sont utilisées pour la soupe. Les jeunes feuilles peuvent être frites aux crevettes ou ajoutées comme garniture dans la soupe de poisson. De nombreux plats traditionnels utilisent des feuilles (sluc) du moringa connu comme daum m'rum, comme korko (un mélange de légumes de la soupe). Comme c'est un des légumes préférés des Cambodgiens, ces arbres sont traditionnellement plantés à proximité des habitations.

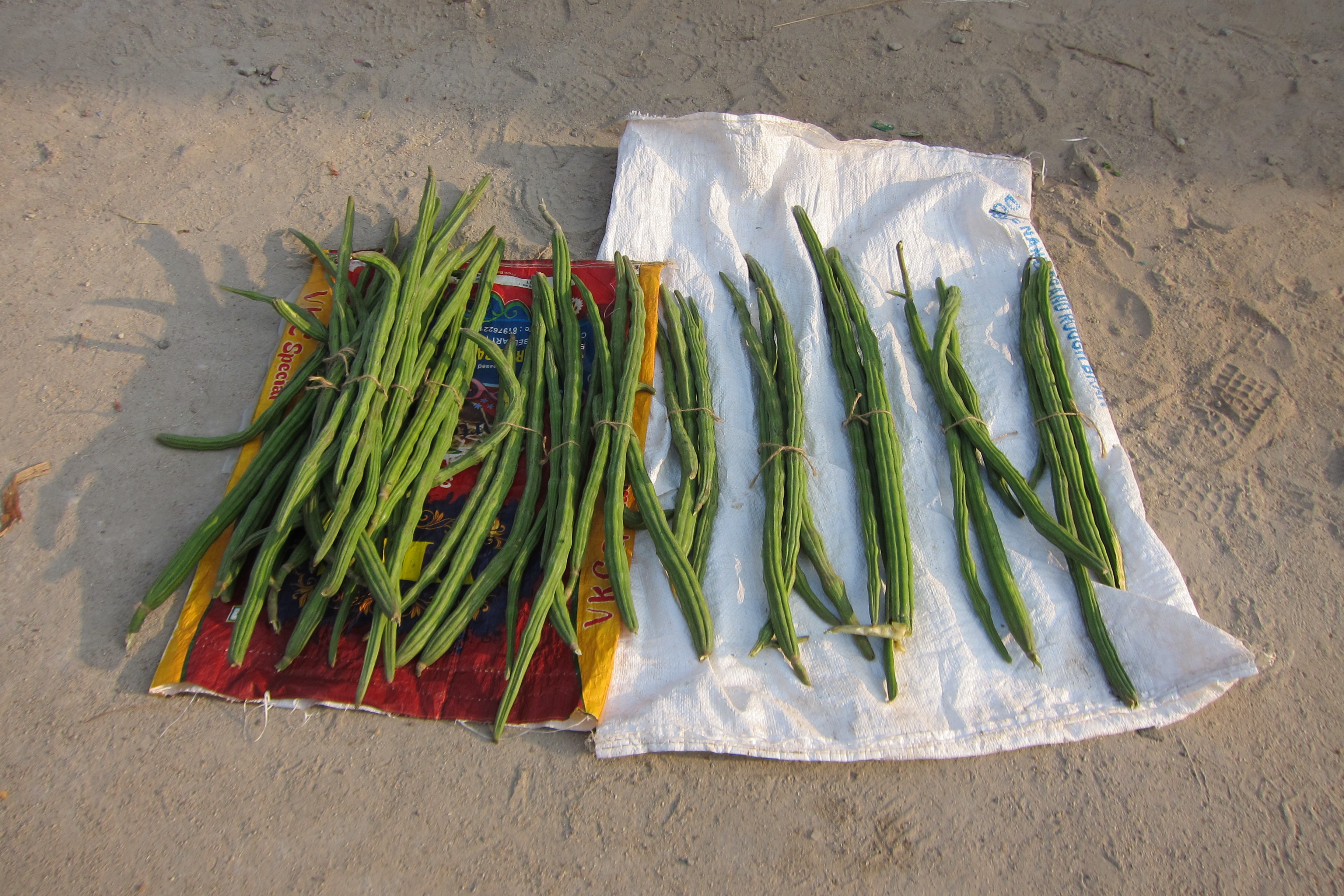
Capsules vendues comme légumes sur un marché

À La Réunion, les feuilles sont consommées (brèdes mouroungue ou moroungue) ainsi que les gousses (bâton moroungue) et les fleurs. Ces multiples utilisations lui ont valu le surnom d' "arbre [des] trois caris", le Carry étant le plat central de la cuisine réunionnaise.
Au Sahel, les feuilles de Moringa oleifera sont consommées comme légumes et celles de Moringa stenopetala constituent le repas de base du peuple Konso en Éthiopie.
On peut également extraire de ses graines une huile alimentaire intéressante, notamment en Afrique, mais dont la composition change selon la provenance ou les conditions de culture.
Les feuilles cuites et utilisées comme des épinards, sont souvent séchées et broyées en une poudre utilisée dans les soupes et les sauces.
Ses racines servent à produire un condiment.
« Toutes les parties de cette plante sont des sources renouvelables de tocophérols (γ et α), de composés phénoliques, de β-carotène, de vitamine C et de protéines totales, y compris les acides aminés soufrés essentiels, la méthionine et la cystéine ».

#### Feuilles
Plusieurs études traitent de la valeur nutritive des fruits et des feuilles de Moringa oleifera.
Les feuilles de Moringa oleifera sont la partie la plus nutritive de la plante. Des analyses nutritionnelles[réf. nécessaire] ont montré qu'elles sont plus riches en vitamines (B1, B2, B3, B5, B6, B8, B9, A, C, E), minéraux (potassium, calcium, magnésium, fer, manganèse, sélénium) et protéines que la plupart des légumes. Elles contiennent des acides aminés dont les acides aminés essentiels (isoleucine, leucine, lysine, méthionine, phénylalanine, thréonine, tryptophane, valine). Elles contiennent deux fois plus de protéines et de calcium que le lait, autant de potassium que la banane, autant de vitamine A que la carotte, autant de fer que la viande de bœuf ou les lentilles et deux fois plus de vitamine C que l'orange.
Elles constituent une source importante de vitamines B, C, proA (bêta-Carotène), K, de manganèse, de protéines et d'autres nutriments essentiels,. Les feuilles de moringa cuites font partie des aliments contenant les taux les plus élevés en éléments nutritifs.
Cependant, certains éléments comme le calcium, présent sous forme de cristaux d'oxalate, sont présents à des niveaux de 1/25 à 1/45 de ce qu'on trouve dans les épinards, ce qui est une quantité négligeable.
À la Réunion, aux Comores et à Madagascar, elles sont consommées en brèdes.
Dans la mesure du possible, mieux vaut consommer des feuilles fraîches car les sachets de poudre de Moringa vendus en magasin en Occident contiennent souvent des taux de pesticides élevés.

#### Fruits
Les capsules immatures sont couramment consommées dans le Sud de l'Asie. Elles sont étuvées et cuites en curry jusqu'à l'attendrissement. Ces fruits et graines immatures, même après leur cuisson à l'eau, restent particulièrement riches en vitamine C (qui peut être dégradée de façon variable par la cuisson). C'est également une bonne source de fibres alimentaires, de potassium, de magnésium et de manganèse.

#### Graines
Les graines mûres sont parfois retirées des capsules arrivées à maturité et consommées comme les pois ou grillées comme des noix. Elles ont une teneur élevée en vitamine C et contiennent des quantités modérées de vitamines B et d'oligo-éléments.

#### Huile des graines
Les graines mûres présentent un rendement de 38 % à 40 % d'huile comestible appelée « huile de ben » du fait de sa forte teneur en acide béhénique. L'huile raffinée, claire et inodore, ne rancit pas.
L'huile est également très riche en acide oléique et se classe parmi les huiles végétales avec la concentration la plus forte de cet acide, avec l'huile de noisette et l'huile d'olive.
Sa production, majoritairement asiatique, se répartit entre l'huile raffinée et l'huile non raffinée, généralement utilisée en cuisine et cosmétique pour sa composition en vitamines et en acides gras essentiels.

#### Racines
Les racines broyées sont utilisées comme condiment au goût prononcé lié à leur importante teneur en polyphénols.

#### Lutte contre la malnutrition
Beaucoup de programmes humanitaires utilisent les feuilles de Moringa oleifera contre la malnutrition et ses maladies associées (cécité, etc.). Il est particulièrement utile pour lutter contre la malnutrition chez les nourrissons et les mères allaitantes.
Le moringa pouvant pousser en zone aride ou semi-aride, il peut y constituer une source d'aliments nutritifs et variés tout au long de l'année.
Les feuilles de moringa ont souvent été mises en valeur pour leur richesse en fer (100 g de feuilles fournissent 31 % des apports nutritionnels journaliers recommandés) pour lutter contre la sidéropénie. Cependant, d'autres études sont nécessaires pour vérifier les applications pratiques de cet aliment comme source de fer assimilable et sa biodisponibilité.
Dans les pays en développement, le moringa a le potentiel d'améliorer la nutrition, de renforcer la sécurité alimentaire, de promouvoir le développement rural et le soutien durable des campagnes.

### Médicinales

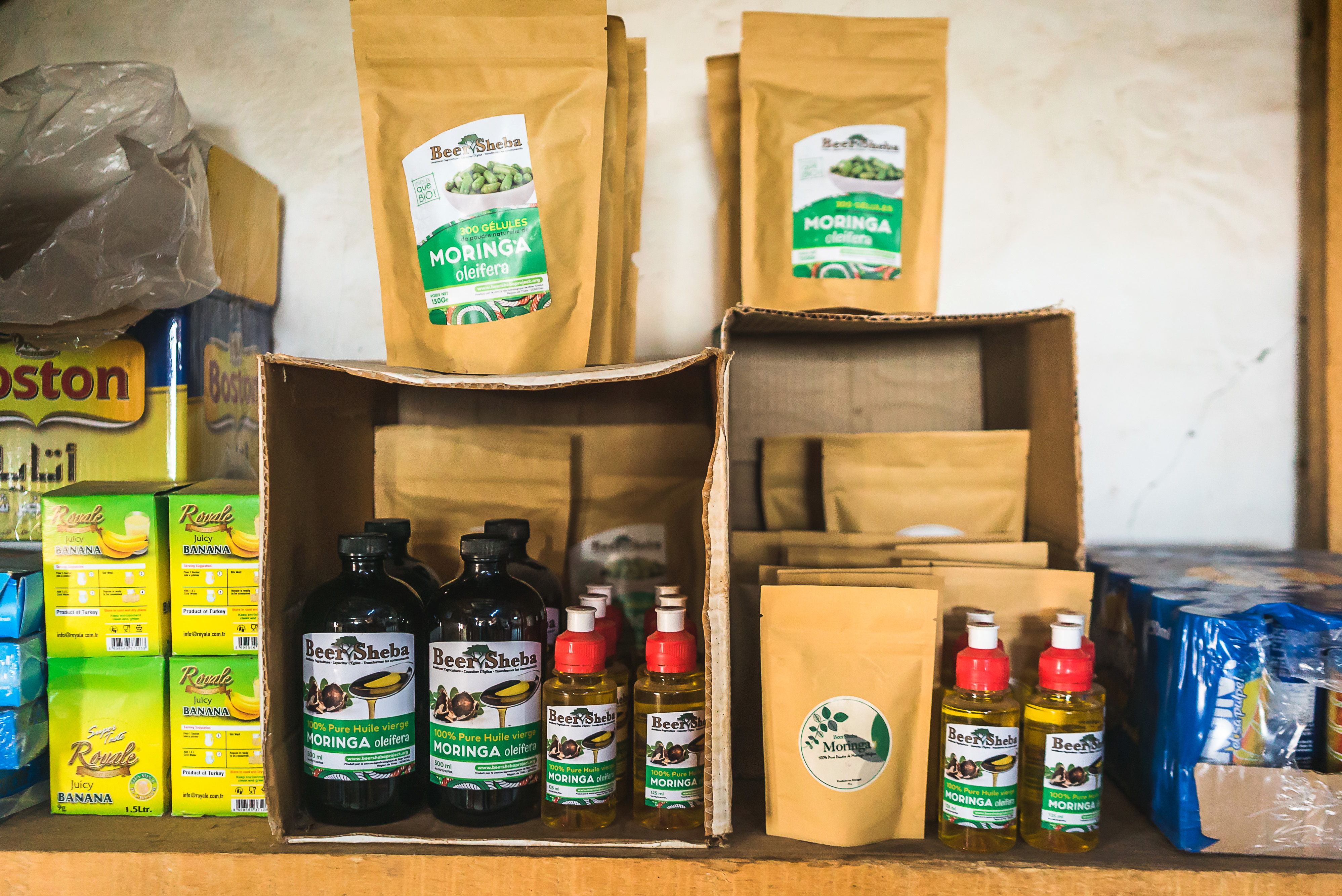
Produits à base de Moringa dans une boutique au Sénégal.

Selon les traditions indiennes Yunâni et ayurvedique, les feuilles du moringa pourraient guérir plus de 300 maladies. En phytothérapie, la poudre de feuilles de moringa est indiquée pour stimuler le système immunitaire, réduire la fatigue, abaisser la pression artérielle, améliorer la digestion et le transit, renforcer les capacités cognitives... Les formules des compléments alimentaires proposent soit de la poudre de feuilles de moringa seule, soit en association avec d'autres ingrédients. Les applications médicinales du moringa sont nombreuses et variées.
L'écorce, la sève, les racines, les feuilles, les graines et les fleurs sont utilisées depuis des siècles ou milliers d'années par la médecine traditionnelle pour soigner la peau, des maladies respiratoires, des infections dentaires ou ORL, l'hypertension, le diabète, le cancer ou pour purifier l'eau.
En 2003, une étude sur la souris de laboratoire a conclu à un effet potentiel contre les cancérogènes chimiques. Cette même année, une autre étude a montré que la feuille de Moringa oleifera contient des glucosinolate et des composés phénoliques et que l'extrait de feuille contient une faible quantité de polyphénols ayant des propriétés (antioxydants notamment), étudiées à plusieurs stades de maturité,.
En 2011 une étude confirme que des extraits (aqueux et éthanolique) de feuilles et de fruits de Moringa oleifera diminuent le stress oxydant grâce à de puissantes propriétés antioxydantes, dépendant de la concentration et observées in vitro comme in vivo). L'extrait éthanolique de fruit a présenté la plus haute teneur phénolique et « un fort pouvoir réducteur et une capacité de piégeage des radicaux libres. La capacité antioxydante de l'extrait éthanolique de fruits et de feuilles était plus élevée dans le test in vitro par rapport à l'extrait aqueux qui a montré un potentiel plus élevé in vivo ». Les effets antioxydants pourraient être dus aux teneurs en polyphénols, tanins, anthocyanes, glycosides et thiocarbamates de la plante, molécules qui éliminent les radicaux libres, activent les enzymes antioxydantes et inhibent les oxydases,. Les tests de toxicité ne montrent aucune toxicité de ces extraits jusqu'à une dose de 100 mg/kg de poids corporel.
D'autres auteurs estiment qu'en dépit d'usages très anciens et d'un potentiel agro-industriel reconnu, l'efficacité de Moringa oleracea n'a pas été démontrée pour le diagnostic, le traitement ou la prévention de certaines maladies humaines qu'il est réputé traiter, des recherches ayant montré une absence d'effet mesurable sur le taux de glucose et sur le profil lipidique ,. Les composants photochimiques de Moringa oleifera ont fait l'objet de nombreuses recherches en phytopharmacie, mais peu se sont révélées suffisamment sérieuses et fructueuses ; d'études de qualité sur des êtres humains peuvent justifier son utilisation pour le traitement des maladies humaines[réf. nécessaire].

#### Effets indésirables éventuels
Divers effets indésirables peuvent survenir après la consommation de moringa (écorce, racines, fleurs et leurs extraits), car ces composants contiennent des substances potentiellement toxiques. le Handbook on Agro Based Industries considère que l'on ne court aucun danger à consommer des feuilles de moringa à raison de 6 g par jour pendant 3 semaines.

### Applications technologiques

#### Purification de l'eau
Les graines de moringa contiennent un polyélectrolyte cationique qui a montré son efficacité dans le traitement primaire de l'eau (élimination de la turbidité), en remplacement du sulfate d'aluminium ou d'autres floculants.
L'avantage de l'utilisation de ces graines est double :
- la substitution de floculants importés par un produit local facilement accessible permet une économie importante de devises pour les pays du Sud où l'eau potable est souvent polluée,
- ce floculant, contrairement au sulfate d'alumine, est non toxique et totalement biodégradable.

Le tourteau de graines de moringa, obtenu comme sous-produit de la pression des graines pour l'extraction de l'huile, est utilisé pour filtrer l'eau par floculation pour produire de l'eau potable pour l'homme ou les animaux,. Cette substance peut aussi être utilisée pour l'aquaculture d'algues, dans les usines de pâte à papier, les caves viticoles ou le secteur minier. La production et l'utilisation du moringa dans des conditions économiques réelles est en train d'être mise au point.
Plusieurs organismes ont isolé dans les graines de moringa, la protéine active à l'origine de ses propriétés floculantes : il s'agit d'un dimère cationique, qui absorbe et neutralise la charge colloïdale dans les eaux troubles, provoquant l'agglutination des particules colloïdales entre elles, ce qui rend les particules en suspension plus facile à enlever par décantation ou filtration. Le tourteau de graines de moringa supprime la plupart des impuretés de l'eau.

#### Cosmétiques
Il a été montré que la poudre de feuilles de Moringa oleifera est aussi efficace que le savon pour l'hygiène des mains quand elle est humectée à l'avance pour permettre la ré-activation de ses propriétés antiseptiques et détergentes, liées aux composés phytochimiques de ses feuilles.
L'huile extraite des graines de moringa est une matière première intéressante pour l'industrie cosmétique (savon, parfum).

#### Agrocarburant
L'huile de graines de moringa a également un potentiel pour une utilisation en tant qu'agrocarburant.

#### Pâte à papier
Le bois de moringa a fait l'objet de recherches dans le domaine de la pâte à papier.

### Fourragères
Moringa oleifera peut être employé dans l'alimentation animale, comme fourrage pour le bétail. Son intérêt serait sa richesse en oligo-éléments, ses propriétés naturellement vermifuges, et un possible rôle d'adjuvant comme « hormone de croissance végétale »[réf. nécessaire].

### Agronomiques
Le tourteau de graines de Moringa oleifera restant après extraction de l'huile, peut être utilisé comme engrais vert.

### Forestières
Facile à planter, Moringa oleifera a été massivement planté par bouturage à Madagascar (Antananarivo, Fianarantsoa, Tuléar, Majunga, Diego-Suarez et Tamatave) pour le reboisement. Il contribue à la préservation de l'environnement (lutte contre l'érosion) et s'est révélé efficace comme pare-feu.

## Zone de production
L'Inde est le plus grand producteur mondial de moringa, avec une production annuelle de 1,1 à 1,3 million de tonnes de fruits pour une superficie de 380 km2[réf. nécessaire]. Parmi les États de l'Inde, l'Andhra Pradesh est le premier par la superficie cultivée et le volume de production (156,65 km2), suivie par le Karnataka (102,8 km2) et le Tamil Nadu (74,08 km2 ans), État pionnier qui a réuni des génotypes variés provenant de différentes zones géographiques ou introduits du Sri Lanka[réf. nécessaire].
Le moringa est cultivé dans les jardins au Bengale-Occidental et dans l'Odisha, et en haies vives dans l'Inde du Sud et en Thaïlande, où il est généralement vendu dans les marchés locaux. Aux Philippines et en Indonésie, il est couramment cultivé pour ses feuilles qui sont utilisées comme aliment. Le moringa est également cultivé à Taïwan par le World Vegetable Center, centre de recherche sur les légumes. En Haïti, il est cultivé comme brise-vent et pour aider à réduire l'érosion des sols.
Plus généralement, le moringa pousse à l'état sauvage ou cultivé en Amérique centrale et dans les Caraïbes, les pays du nord de l'Amérique du Sud, en Afrique, en Asie du Sud-Est et dans divers pays d'Océanie.
En 2010, il a commencé à être cultivé à Hawaï, en vue d'une commercialisation aux États-Unis.

## Pratiques culturales
Le moringa est cultivé principalement dans les zones semi-arides, tropicales et subtropicales, correspondant aux zones de rusticité USDA 9 et 10. La partie supérieure de l'arbre peut périr en cas de gel mais la souche redémarrera au printemps suivant si le gel a été léger. En cas de gels forts et durables, les racines ne survivront pas non plus. Idéalement, il vaut mieux cultiver cet arbre dans les zones où la température est toujours supérieure à 10 degrés.
Peu gourmand en eau, il est particulièrement adapté aux régions sèches, car il peut être cultivé à l'aide d'eau de pluie sans techniques d'irrigation coûteuses. Sa racine tubéreuse lui permet de se passer d'eau pendant plusieurs mois. Dans les sols argileux gorgés d'eau, ses racines tubéreuses ont tendance à pourrir.
Il tolère un large éventail de conditions édaphiques, mais préfère un sol neutre à légèrement acide (pH 6,3 à 7,0), sablonneux ou limoneux et bien drainé.
Le moringa est une plante qui aime le soleil et la chaleur, et ne supporte pas le gel ou le givre.
Il se multiplie par semis ou par bouturage. On peut le cultiver de façon extensive pour la production de graines (semences ou production d'huile) ou de façon intensive irriguée pour la production de feuilles (très nutritives) avec une récolte toutes les 6 semaines. C'est un arbre à croissance très rapide : jusqu'à 1 mètre par mois !
| Paramètre      | Exigence/gamme                                                                            |
| -------------- | ----------------------------------------------------------------------------------------- |
| Climat         | optimum dans les régions tropicales ou subtropicales                                      |
| Altitude       | 0 – 2 000 m                                                                               |
| Précipitations | 250 – 3 000 mm irrigation nécessaire pour la production de feuilles, si la pluie < 800 mm |
| Type De Sol    | limoneux, sableux ou sablo-limoneux                                                       |
| pH du sol      | pH 5 - 9                                                                                  |

### Préparation du sol
Dans les régions de culture tropicale, l'érosion des sols est un problème majeur. Par conséquent, le travail du sol doit être aussi minime que possible. Le labour est nécessaire uniquement pour une densité de plantation élevée. Dans le cas de plantations de faible densité, « il est préférable de creuser des fosses et de les remplir avec de la terre. Cela assure une bonne pénétration du système racinaire sans causer trop d'érosion du sol. Les trous de plantation doivent être profonds de 30 à 50 centimètres sur 20 à 40 centimètres de large ».

### Multiplication
La multiplication de Moringa oleifera peut se faire à l'aide de graines ou de boutures.
Le semis direct est possible parce que la plante a un taux de germination élevé. Les graines peuvent être mises à germer toute l'année dans un sol bien drainé. Des boutures d'un mètre de long et d'au moins 4 centimètres de diamètre peuvent être utilisées pour la multiplication végétative.

### Plantation
Pour une production intensive de feuilles, « l'espacement des plants doit être de 15 × 15 centimètres ou 20 × 10 centimètres, avec un espacement entre les lignes calculé (par exemple tous les 4 m) pour faciliter l'exploitation des plantations et la récolte ». Le désherbage et la prévention des maladies sont difficiles en cas de densité élevée. Dans une production semi-intensive, les plants sont espacés de 50 centimètres à 1 mètre de distance. Cela donne de bons résultats avec moins d'entretien.
Les moringas peuvent aussi être cultivés en alignements, formant des clôtures naturelles, et associés avec d'autres cultures. La distance entre les lignes de moringa dans une culture de type agroforesterie est généralement comprise entre 2 et 4 mètres.

### Sélection
En Inde, d'où le moringa est très vraisemblablement originaire, la diversité des types sauvages est importante. Cela donne une bonne base pour les programmes de sélection. Dans les pays où le moringa a été introduit, la diversité est généralement beaucoup plus faible chez les cultivars. On peut cependant trouver des types sauvages localement adaptés dans la plupart des régions.
Du fait que le moringa est cultivé et utilisé de différentes façons, les objectifs de sélection sont variables. Ils sont évidemment différents selon qu'il s'agit d'une culture annuelle ou d'une culture pérenne.
En Inde, où le moringa est une culture annuelle, la stabilité du rendement en fruits est un objectif important dans les cultures commerciales.
Dans des zones moins favorables, la culture pérenne présente de grands avantages. L'érosion est beaucoup plus limitée en cas de culture pérenne. Au Pakistan, des variétés ont été testées sur différents sites pour la composition nutritionnelle des feuilles.
Des objectifs de sélection différents conduisent à des variétés différentes. En Inde, la sélection vise à obtenir un nombre plus élevé de capsules et des variétés naines ou semi-naines. En Tanzanie, les sélectionneurs recherchent plutôt une teneur plus élevée en huile. L'hybride PKM1 a été développé à l'institut de recherches en horticulture Periyakulam du Tamil Nadu. Les graines de PKM1 produisent plus rapidement plus de feuilles et de fruits avec un profil nutritionnel équivalent à celui des graines traditionnelles. La floraison commence 100 jours après le semis. Les fruits sont consommables 65 jours plus tard.

### Rendement et récolte
Moringa oleifera peut être cultivé pour ses feuilles, ses fruits ou ses graines pour l'extraction d'huile et la purification de l'eau. Les rendements varient considérablement, en fonction de la saison, de la variété, de la fertilisation et de l'irrigation. On obtient les meilleurs rendements dans des conditions chaudes et sèches, avec un supplément d'engrais et d'irrigation. La récolte se fait manuellement à l'aide de couteaux, de faucilles, et de coups munis de crochets. L'étêtage, le recépage et la taille ou l'élagage sont recommandés pour favoriser la ramification, augmenter la production et faciliter la récolte.

#### Fruits
Lorsque la plante est cultivée à partir de boutures, la première récolte peut avoir lieu de 6 à 8 mois après la plantation. Souvent, la plante ne produit pas de fruits la première année, et le rendement est généralement faible au cours des premières années. La deuxième année, elle produit environ 300 fruits, et autour de 400 à 500 fruits la troisième année. Un bon arbre peut produire 1000 fruits ou davantage. En Inde, un hectare peut produire 31 tonnes de capsules par an. Dans les conditions de l'Inde du Nord, les fruits mûrissent au cours de l'été. Parfois, en particulier dans le Sud de l'Inde, les fleurs et les fruits apparaissent deux fois par an, de sorte que deux récoltes ont lieu chaque année, de juillet à septembre et de mars à avril.

#### Feuilles
Le rendement moyen s'élève à six tonnes de matière fraîche par hectare et par an. La récolte varie fortement entre la saison sèche et la saison pluvieuse (respectivement 1120 et 690 kg/ha). Les feuilles et les tiges peuvent être récoltées sur de jeunes plants à partie de 60 jours après le semis, puis sept autres fois dans l'année. À chaque récolte, les plantes sont rabattues à moins de 60 centimètres du sol. Dans certains systèmes de production, les feuilles sont récoltées toutes les deux semaines.
La culture de Moringa oleifera peut également se faire de manière intensive avec irrigation, fertilisation et variétés appropriées. Lors d'essais au Nicaragua, un million de plants à l'hectare, pour neuf coupes annuelles pendant quatre ans, ont donné une production moyenne de matière fraîche de 580 tonnes par hectare et par an, soit l'équivalent de 174 tonnes de feuilles fraîches.

#### Huile
On estime de rendement de l'huile des graines à 250 litres par hectare. L'huile peut être utilisée comme complément alimentaire, comme base pour les cosmétiques, et pour les cheveux et la peau.

### Ravageurs et maladies
Moringa oleifera n'est affecté par aucune maladie sérieuse dans son aire d'origine ou dans les zones où il a été introduit.
Toutefois, en Chine, l'espèce peut être affectée par l'anthracnose causée par Colletotrichum chlorophyti. Elle peut également être affectée par le pourridié des racines si le sol est trop humide. Le moringa est aussi l'hôte d'une espèce de champignons, Leveillula taurica, moisissure poudreuse qui provoque des symptômes d'oïdium sur les cultures de papayer dans le sud de l'Inde. En Inde également, une autre espèce de champignons, Fusarium pallidoroseum, est responsable du chancre des rameaux.
En Inde, plusieurs espèces d'insectes ravageurs sont connues pour attaquer le moringa, notamment divers lépidoptères : chenilles mangeuses d'écorce (Indarbela quadrinotata Wlk.), chenilles laineuses (Eupterote mollifera Walker) ou chenilles défoliatrices vertes (Noorda blitealis Walker). Les noctuelles sont connues pour causer de graves défoliations, notamment Noorda moringae Tams. Les pucerons, les foreurs de tiges (tels que Indarbela tetraonis (Moore), Diaxenopsis apomecynoides (Bruning) et Batocera rubus L.), et les mouches des fruits (notamment Gitona distigma Meigen) peuvent également causer des dégâts. Dans certaines régions, les termites peuvent également causer des dégâts mineurs. Si les termites sont nombreux dans le sol, les frais de gestion de ces insectes deviennent insupportables,.
La gestion de cette culture doit donc prendre en compte ces risques.